# Lominchar (kommunhuvudort)
Lominchar är en kommunhuvudort i Spanien.   Den ligger i provinsen Toledo och regionen Kastilien-La Mancha, i den centrala delen av landet, 40 km sydväst om huvudstaden Madrid. Lominchar ligger 649 meter över havet och antalet invånare är 1 453.
Terrängen runt Lominchar är huvudsakligen platt. Lominchar ligger uppe på en höjd. Runt Lominchar är det ganska tätbefolkat, med 80 invånare per kvadratkilometer. Närmaste större samhälle är Illescas, 10,8 km öster om Lominchar. Trakten runt Lominchar består till största delen av jordbruksmark.